# NGC 1584
NGC 1584 ist eine Elliptische Galaxie vom Hubble-Typ E/S0 im Sternbild Eridanus am Südsternhimmel. Sie ist schätzungsweise 397 Millionen Lichtjahre von der Milchstraße entfernt und hat einen Durchmesser von etwa 70.000 Lichtjahren. Möglich ist eine gravitative Bindung mit NGC 1583.
Das Objekt wurde am 17. Oktober 1885 von Francis Leavenworth entdeckt.